# ريدا-فيدنبروك
غيدا فيدين بغوك (بالألمانية: Rheda-Wiedenbrück) هي بلدة ألمانية تقع في ألمانيا في غوترسلوه. يقدر عدد سكانها بـ 47,010 نسمة .

## المدن التوأمة
مدن أولدنزال و بالاموس هي مدن توأمة لـ غيدا فيدين بغوك.